# 安托諾夫An-24
安托諾夫安-24（烏克蘭語：Антонов Ан-24，北约命名：焦炭（Coke））是一款在蘇聯時代由安托諾夫設計局開發的44座雙渦槳發動機動力客運與貨運用飛機。在1959年時進行首航的An-24是一款生產數超過千架的量產機種，並被獨立國協與非洲國家廣泛採用。

## 设计开发
安-24于1957年开始设计。

## 衍生型号

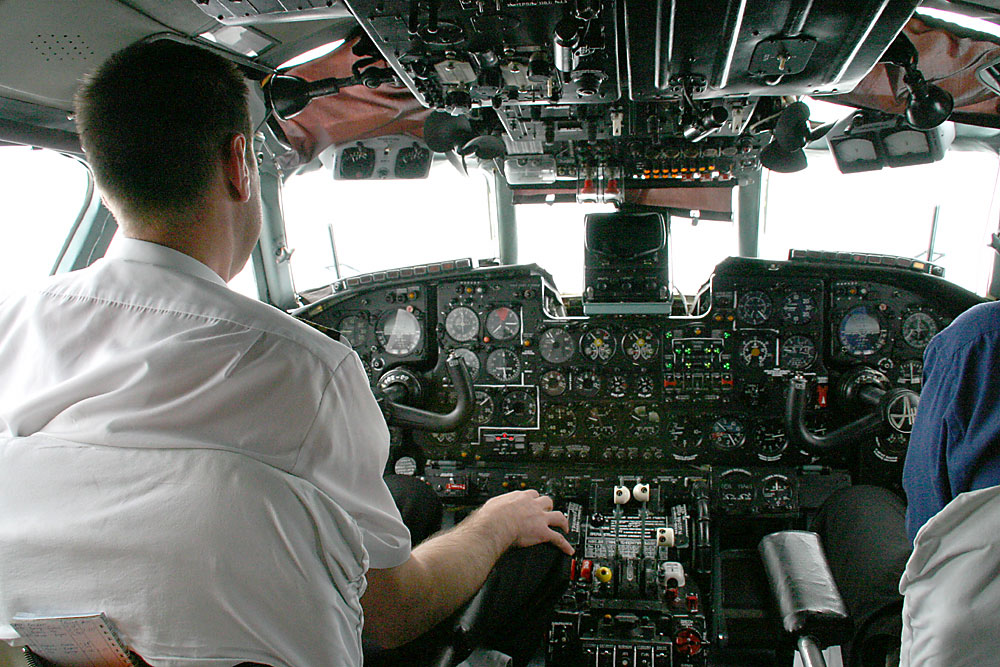
驾驶舱

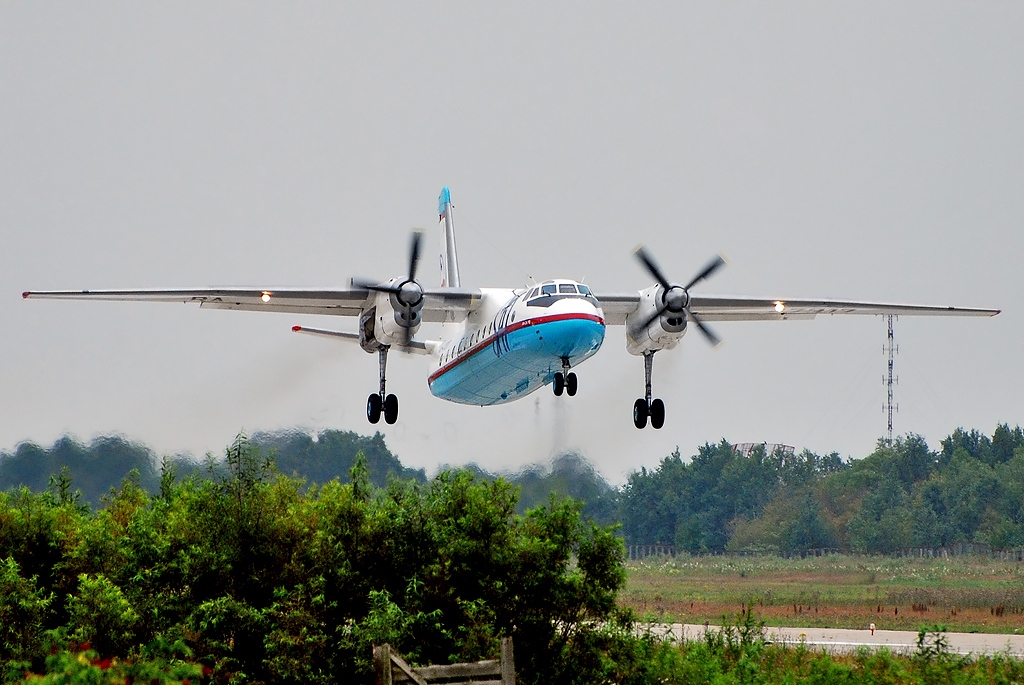
An-24RV

An-24
原型机。44座客机。
An-24A
（第一次使用该型号名称）换装库兹涅佐夫NK-4涡桨发动机，后因发动机型号取消而停止飞机型号项目
An-24A
（第二次使用该型号名称）50座客机
An-24ALK
自动驾驶系统的导航校准验证飞机。
An-24AT
1962年的战术运输机项目，采用货桥式尾舱门、换装伊索托夫TV2-117DS涡桨发动机
An-24AT-RD
外翼安装助推装置的An-24AT
An-24AT-U
1966年项目，安装火箭助推装置的An-24AT，安装3个着陆减速伞
An-24B
第2个50座客机型号，简化了襟翼
An-24D
An-24B远程型号。60座客机。
An-24LL
特指一架作为飞行试验室的An-24。
An-24LP
3架An-24RV改装为森林消防飞机
An-24LR
至少2架An-24B改装为冰情侦察飞机
An-24LR 'Nit'（Thread）
一架An-24B在机身侧下安装了非常长的侧射雷达（SLAR），因而得名。
An-24PRT
基于An-24RT的搜救飞机，共11架。
An-24PS
一架基于An-24B的搜救飞机试验型号
An-24RR
4架An-24B改装为辐射侦察机，安装了气动采样器。
An-24RT
类似于AN-24T安装辅助涡喷动力。
An-24Rt
通信中继机
An-24RV（Reaktivnyy [Uskoritel'] V – boosted V）
类似于An-24V，但在右发动机舱安装了一台900公斤推力的辅助涡喷发动机。
An-24ShT
空降兵的空中指挥机
An-24T
（第一次使用）战术运输机，但未通过野战机场试飞考核。
An-24T
（第二次使用）战术运输机，有腹部装货舱门，货物绞车，前起落架后方的逃生舱门
An-24T
反潜装备试验机.
An-24TV
出口型的An-24T.
An-24USh
7架领航/空中交通管制训练机
An-24V-I
An-24B的出口版，50座。
An-24V-II
An-24B的出口改进版，50座。
An-26
货桥式尾舱门的战术运输机
An-30
航空摄影测量飞机
An-32
高热高海拔的改装发动机的货机
An-34
An-24T战术运输机的最初型号，后来放弃这一型号名称。
An-50
1960年中期安装4台伊夫琴科AI-25涡扇发动机。被雅克-40取代。
运-7
中国反向工程版本
MA60
现代化支线客机
An-24
1990年代，朝鲜改装的空中预警机

## 使用国家和地区
赤道幾內亞、古巴、前蘇聯、中國、朝鲜
1969年12月29日至1985年，中国购进23架安-24。1966年开始由西安飞机制造厂仿制设计，1970年运-7首飞，1982年国家批准设计定型后转入小批生产。
1972年2月，民航广州管理局调拨入安－24型飞机，广州民航的运输机型从活塞螺旋桨向涡轮螺旋桨型转变。1973年民航广州管理局使用安－24型飞机开辟广州－海口航线、广州－桂林航线、广州－长沙－杭州上海航线，后又开设广州—梅州兴宁航线

## 事故

### 统计
截止2019年，
- 全机损失：139架次，共计2081人死亡
- 其他事故：13架次，共计60人死亡
- 劫机：34架次，共计5人死亡

### 涉及An-24的事故列表
- 1976年1月21日　民航广州管理局（现中国南方航空）第六飞行大队安－24型492飞机，执行广州－长沙－杭州－上海航班任务，在长沙机场降落时在距机场10公里的九华乡兴隆大队坠地失事，机组8人、旅客34人全部遇难。
- 1980年3月20日，民航成都管理局（现中国国际航空西南分公司）昆明独立中队安-24型484号飞机，执行昆明-贵阳-长沙航班，在长沙大托铺机场着陆时复飞失败坠地造成一等事故。
- 1985年1月18日，民航华东管理局（现中国东方航空）所属的安24型434号飞机执飞5109号班机由上海经南京、济南前往北京。在济南机场进近时因机组人员复飞时操作不当而失速坠毁，除1名乘务员和2名旅客幸存外，机长王秋熙和机组成员6人、旅客32人，全部遇难，其中有香港旅客2名，英国旅客1名。飞机报废。
- 1986年12月15日，民航西安管理局（现中国东方航空西北分公司）安-24型3413号飞机执行兰州-西安-成都航班，从兰州中川机场起飞后因天气原因返航，着陆时失事，乘客6人死亡的一等事故。
- 1989年8月15日，民航华东管理局所属的民航江西省管理局（中国东方航空5510号班机）为一架安-24RV（编号B-3417），执行上海——南昌航班任务，在上海虹桥国际机场起飞后不久即坠河，机组8人，旅客32人，除2名乘务员和4名旅客幸存外，其余34人全部遇难，飞机报废。
- 2013年2月13日，乌克兰南部航空8971号班机为一架安-24（编号UR-WRA），在顿涅茨克坠毁，导致5人死亡，47人生还。
- 2019年6月27日早晨，安加拉航空公司一架安-24客机在飞行中其中一台发动机发生故障，在下安加尔斯克机场紧急迫降时，飞机冲出跑道撞到污水处理建筑。飞机起火，两名飞行员遇难，19人被送往医院[3]。
- 2025年7月24日上午，安加拉航空公司一架安-24客机在滕达机场首次降落失败，第二次尝试降落绕圈飞行时失联。失联客机于次日被发现坠毁在距离滕达市15公里的山坡上，包括1名中国公民在内，机上43名乘客和6名机组人员全部遇难[4]。

## 技术规格
数据来源： 
基本诸元
- 乘员： 4
- 载客量： 50
- 长度： 23.53公尺（77英呎3英吋）
- 翼展： 29.2公尺（95英呎1英吋）
- 高度： 8.32公尺（27英呎4英吋）
- 翼面积： 74.97平方公尺（807平方英呎）
- 空重： 13,300公斤（29,321磅）
- 总重： 21,000公斤（46,300磅）
- 发动机： 2 × Ivchenko AI-24A Turboprop engines，1,902千瓦（2,550匹馬力） 每个

性能
- 巡航速度： 450公里/時（280英里/時）
- 航程： 2,761公里（1,716英里）
- 实用升限： 8,400公尺（27,560英呎）

## 参見
- 安-26
- 安-32
- 安-132（英语：An-132）

类似型号
- 运-7
- 福克F27
- HS748（英语：HS748）
- 德哈維蘭加拿大DHC-4
- 德哈維蘭加拿大DHC-5